# Sugar Grove (Kane County, Illinois)
Sugar Grove ist ein Dorf (Village) im Kane County im Fox Valley im Nordosten des US-amerikanischen Bundesstaates Illinois.
Das U.S. Census Bureau hat bei der Volkszählung 2020 eine Einwohnerzahl von 9278 ermittelt.
Der Ort an der Interstate 88, der aufgrund seiner Lage rund 80 Kilometer westlich von Chicago zwischen Aurora in der Metropolregion Chicago und dem Aurora Municipal Airport (IATA-Flughafencode: AUZ) auch das Luftfahrtmuseum Air Classics Museum of Aviation beheimatet, hat seit 2000 seine Einwohnerzahl mehr als verdoppelt.

## Persönlichkeiten
- Jethro A. Hatch (1837–1912), Politiker